# Achyrolimonia corinna
Achyrolimonia corinna är en tvåvingeart som först beskrevs av Alexander 1951.  Achyrolimonia corinna ingår i släktet Achyrolimonia och familjen småharkrankar. Inga underarter finns listade i Catalogue of Life.